# Stato Islamico della provincia dell'Africa occidentale
La Provincia dell'Africa occidentale dello Stato Islamico o Stato Islamico della Provincia dell'Africa Occidentale o Stato Islamico dell'Africa Occidentale (ISWAP; in lingua inglese: Islamic State's West Africa Province ed in arabo ولاية غرب أفريقيا‎?) è un gruppo terroristico presente nell'Africa nord-ovest.
Il gruppo è reso noto per l'uccisione del leader del Boko Haram, Abubakar Shekau. Creato dalla costola dello Stato Islamico dell'Iraq e del Levante dal leader Abu Musab al-Barnawi.
Secondo il Daily Trust, nell'ottobre 2021, Abu Musab al-Barnawi è stato ucciso nell'agosto 2021. Sono circolati vari resoconti della sua morte, secondo i quali sarebbe stato ucciso dall'esercito nigeriano o come risultato di scontri interni all'ISWAP.
Nel dicembre 2021, l'esercito francese ha annunciato di aver ucciso in Niger, uno degli autori dell'assassinio di sei operatori umanitari francesi e dei loro compagni nigerini nella riserva di Kouré nell'agosto 2020. L'uomo è presentato come Soumana Boura L Il personale aveva lo ha identificato come a capo di un gruppo di diverse decine di combattenti dell'EIGS, nell'area di Gober Gourou e Firo, nel Niger occidentale, membro dello Stato Islamico nel Grand Sahara (EIGS).
Nel Giugno 2022 le autorità nigeriane hanno attribuito a ISWAP l'attacco alla chiesa cattolica di San Francesco a Owo, nello Stato di Ondo, che ha provocato la morte di almeno 40 persone. Questo attacco ha segnato un'espansione delle operazioni di ISWAP verso il sud-ovest della Nigeria.
Nell'aprile 2025 l'ISWAP ha condotto una serie di attacchi nello Stato di Borno, nel nord-est della Nigeria, causando almeno 25 morti. Le offensive hanno preso di mira sia postazioni militari che villaggi civili, in particolare nei pressi della città di Gwoza. Le autorità locali hanno riferito che tra le vittime vi sono soldati, civili e operatori umanitari. Il 21 aprile, ISWAP ha rivendicato ufficialmente la responsabilità degli attacchi attraverso i suoi canali di propaganda.